# Missione Arcobaleno
La missione Arcobaleno fu un'iniziativa di solidarietà promossa nel 1999 dal Governo Italiano allora guidato da Massimo D'Alema per aiutare i profughi albanesi durante la guerra del Kosovo in fuga da quella provincia.
Durante la missione circa 5.000 kosovari furono trasferiti dalla Jugoslavia presso l'ex base Nato di Comiso,  Aeroporto Militare utilizzato dall'USAF e dalla NATO come base durante la guerra fredda dal 1983 al 1991, ad oggi Aeroporto Civile, che si trova nel comune di Comiso in Sicilia, dove alloggiarono in quelli che furono gli alloggi dei soldati statunitensi che vi stanziarono durante la guerra fredda.

## Struttura e organizzazione
L'inizio dei bombardamenti causò un immediato flusso di profughi kosovari verso la vicina Albania, la quale si trovò a dover ospitare, nel giro di pochi giorni, circa 250.000 rifugiati, alcuni dei quali gravemente feriti (Dossier Protezione Civile, vedi i collegamenti esterni).
Il Governo Italiano, dal canto suo, già messo duramente alla prova nel cercare di gestire un'opinione pubblica che si mostrava quantomeno scettica nei confronti del primo vero episodio di interventismo militare italiano dal secondo dopoguerra (se ovviamente si fa eccezione della prima guerra del golfo, nella quale però vi era un chiaro mandato dell'ONU) facendo riferimento ad un suo fine umanitario, decise prontamente di intervenire, gettando sin dal 28 marzo le basi di una grande missione di relief a favore dei profughi kosovari, denominata Missione Arcobaleno, anche in risposta all'allarme lanciato dall'UNHCR, preoccupato dall'entità dell'esodo di massa, la cui misura eccedeva le proprie capacità operative.
Prendendo atto della vastità delle proporzioni dell'emergenza e della debolezza del tessuto socio-economico nel quale stava avvenendo, caratterizzato da "forti carenze di infrastrutture primarie" (Dossier Protezione Civile), si decise per un'azione che si imperniasse nelle consolidate relazioni bilaterali con l'Albania. In un primo momento (almeno dalla prima presentazione esposta dal Ministro dell'Interno Iervolino) sembrava che la Missione Arcobaleno dovesse limitarsi ad un ruolo di coordinamento istituzionale (Protezione civile e Prefetture), sotto la guida del Ministero dell'Interno e del Ministero della Sanità, per l'accoglienza di 25.000-30.000 profughi nel territorio italiano. Tuttavia le dimensioni dell'esodo instradarono il Governo verso l'ipotesi di una raccolta fondi privata, la cui gestione sarebbe stata attribuita ad un esperto esterno, figura immediatamente individuata nel Prof. Vitale. 	
La campagna di sottoscrizione fu imponente e accompagnata da un lato dalla grande solidarietà degli italiani, dall'altro da forti proteste provenienti dalla società civile, soprattutto quella di matrice pacifista, la quale obiettava l'incoerenza e la paradossalità dell'azione del Governo, che in questo modo si impegnava contemporaneamente sui fronti militare ed umanitario di uno stesso conflitto.
Scissa dunque in due filoni, uno statale, diretto dalla Protezione Civile ed uno più autonomo, sotto la responsabilità del Prof. Vitale, la Missione risultava essere strutturata secondo uno schema organizzativo-funzionale composto da due sistemi sovrapponibili, rispettivamente situati a Roma e a Tirana.
Il primo è articolato su tre livelli: un livello politico, un livello di coordinamento ed un livello operativo. Ciò significa che le decisioni, prese principalmente da un tavolo composto da membri del governo e presieduto dal Presidente del Consiglio Massimo D'Alema, vengono trasmesse al secondo livello, ovvero ai vari ministeri interessati (Sanità e Difesa) ed alle agenzie deputate al coordinamento, tra cui spiccano l'EMERCOM (protezione civile), addetta alla pianificazione degli interventi, il Dipartimento Affari Sociali, il quale coordina i rapporti con le ONG e la Croce Rossa, e l'Unità di crisi della Farnesina, in seno alla quale avviene una costante opera di monitoraggio dello scenario internazionale. Inoltre è a questo livello che i due sistemi si raccordano. Il terzo livello, quello operativo, infine, conduce le attività di fornitura dei servizi di assistenza ai beneficiari, di monitoraggio della situazione epidemiologica e di coordinamento degli interventi sul campo.
Il secondo sistema, che come abbiamo visto si raccorda a quello di Roma al secondo livello, è costituito da un tavolo di coordinamento che annovera tra gli altri l'Ambasciatore italiano in Albania e rappresentanti del governo italiano. Le sue funzioni principali consistono nel coordinare gli sforzi della missione con le autorità albanesi, concorrere al trasferimento dei profughi e nel curare gli aspetti logistici del trasferimento e della distribuzione dei beni di soccorso.
La forte integrazione tra livello di coordinamento e livello operativo sono considerati strumentali “all'unitarietà, alla tempestività ed all'autorevolezza delle decisioni strategiche”, ritenuti punti di forza dell'azione italiana, la quale si sarebbe svolta in stretta coordinazione con le agenzie delle Nazioni Unite, sia sul piano politico che finanziario.

## Preparazione ed implementazione
Il 29 marzo il Governo italiano inviava una delegazione, guidata dal Ministro Iervolino, in Albania con l'intento di stabilire i necessari contatti con le autorità locali. Oltre alla predisposizione di tutte le misure necessarie per il trasferimento delle risorse umane e materiali per il primo intervento, veniva individuato come primo obiettivo l'installazione di Centri di accoglienza per ricondurre sotto controllo l'enorme esodo di rifugiati giunto in poche ore in Albania. Le prime cifre, destinate a crescere enormemente, parlavano di 100.000 unità, una cifra assolutamente non trascurabile se confrontata alla popolazione totale albanese (3 milioni circa).
La prima questione da affrontare dalla delegazione italiana e dal governo albanese doveva pertanto essere l'individuazione di aree di insediamento dei suddetti Centri: operazione non certo facile se si considera l'inadeguatezza del territorio albanese alla loro locazione, sotto il profilo dell'accessibilità ai servizi e delle condizioni ambientali. Si optò, dunque, per aree private, spesso caratterizzate da un'alta frammentazione della proprietà, che sarebbero state affittate con spese a carico della Missione, vista l'assoluta carenza di fondi del governo albanese. Come priorità assoluta fu identificato l'allestimento di un centro di prima accoglienza nell'area di Kukes, dove si stava verificando un alto addensamento di rifugiati stremati e spesso feriti, resa particolarmente problematica dalla prossimità alla zona di guerra.
Il 31 marzo la delegazione fece ritorno in Italia e, dopo aver riferito alla Presidenza del Consiglio, il 1º aprile, nel momento in cui il numero dei rifugiati aveva ormai raggiunto quota 250.000 (stime UNHCR), la Missione Arcobaleno poteva finalmente partire con il trasferimento a Kukes del personale del Corpo Nazionale dei Vigili del Fuoco, della Croce Rossa Italiana, del volontariato della protezione civile e dei materiali necessari al primo intervento. Parallelamente, vennero identificate altre aree nelle quali insediare altri Centri di accoglienza. Nel giro di poche settimane furono resi operativi 18 Centri (per un totale di 35.740 posti) a cui si aggiungono la cogestione con l'UNHCR di altri 5 Centri (3.760 posti), l'allestimento di un ospedale da 100 posti e la predisposizione dell'ex-base militare di Comiso, dove sono stati ospitati 6.000 profughi provenienti dalla Macedonia, trasportati grazie ad un ponte aereo per il quale sono stati utilizzati aeromobili dell'Alitalia e dell'Aeronautica Militare. Quest'ultima base rappresenta un'eccezione alla regola che imponeva per i rifugiati il soccorso in loco, priorità perentoriamente stabilita nel bando per l'accesso ai fondi stanziati per la Missione: “ferma la priorità degli interventi da realizzarsi in territorio albanese e zone limitrofe sono valutati anche interventi di accoglienza in Italia ritenuti necessari per soggetti in condizione di particolare difficoltà ed emergenza e/o necessari per profughi presenti in Italia”. Iniziative simili a quelle descritte furono prese, sebbene in misura nettamente ridotta, in Montenegro e Macedonia, dove si verificarono, come abbiamo visto, altri casi di sconfinamento di profughi.
I Centri venivano gestiti direttamente dai Dipartimenti della Protezione Civile Regionali e Comunali con la collaborazione delle Associazioni di Volontariato di vari settori, dalle comunicazioni Radio al trasporto Sanitario, il Corpo Nazionale dei Vigili del Fuoco e il personale di Volontariato della Croce Rossa Italiana svolgevano attività di coordinamento per lo svolgimento del compito loro assegnati. L'obiettivo era quello di fornire ai profughi le cure di base necessarie, mediante un servizio ambulatoriale attivo ventiquattrore su ventiquattro altamente specialistico, grazie al personale pediatrico, ostetrico e ginecologico presente a cui si aggiungono nuclei di controllo epidemiologico, farmacisti e dell'igiene ambientale-alimentare. Laddove le strutture dei centri si fossero rivelate inadeguate, un protocollo stabilito con le autorità albanesi prevedeva la possibilità di trasferimento aereo e cura presso ospedali italiani. A fine giugno 1999 si contavano 180 pazienti trasportati e 80.000 prestazioni sanitarie effettuate. Il materiale necessario, raccolto dalla protezione civile e convogliato e stoccato a Bari, giungeva in Albania tramite tre navi della Marina italiana (San Giusto, San Giorgio e San Marco) e tre voli quotidiani di C-130 ed elicotteri tra Brindisi e Tirana.

## Il ruolo dei soggetti privati
Nelle operazioni sul campo, così come nel supporto organizzativo molto importante si è rivelato il ruolo di numerose ONG e associazioni da un lato ed istituzioni statali decentrate (Regioni, Comuni, ecc.) dall'altro.
Le prime, che hanno accolto prontamente l'occasione data dall'istituzione di una gestione dei fondi privati, si sono distinte per la loro capacità organizzativa e per l'assunzione di numerose attività. Reclutate sulla base del modello elaborato da Echo, istituto che fa largo uso degli di valutazione e monitoraggio proprie del New public management, improntati alla massima trasparenza ed efficienza delle procedure e dell'utilizzo delle risorse, le ONG delle più svariate dimensioni hanno effettuato "interventi integrativi delle attività realizzate dalle organizzazioni governative; in particolare […] quelle attività che nei diversi campi impiegano gli stessi profughi (es. scuole, servizi di custodia, servizi di interprete,...), contribuendo ad avviare una organizzazione autogestita e responsabile".
Il contributo delle ONG, come risulta dal Dossier della Protezione Civile, è stato enorme e andava dalla gestione completa di alcuni campi (come nel caso di alcune grandi associazioni, Confederazione Nazionale delle Misericordie, ANPAS e la Federazione Italiana delle Ricetrasmissioni Citizen's Band "F.I.R.CB" aderente al S.E.R. "Servizio Emergenza Radio) ad un supporto più settoriale, limitato ad alcune specifiche competenze, prestato da associazioni di più modeste dimensioni. Menzione a parte meritano tre ONG da tempo impegnate nei Balcani (INTERSOS, Avsi e Cesvi) le quali, in base ad un protocollo d'intesa sottoscritto il 2 agosto con il Dipartimento della Protezione Civile ed il Commissario delegato per la Gestione dei fondi privati della sottoscrizione Arcobaleno (Prof. Vitale), si sono prodigate in operazioni di catalogazione e revisione dei container stoccati nel Porto di Bari, nel momento in cui venivano chiusi i Centri di assistenza e si doveva decidere sul futuro impiego e/o allocazione delle risorse in eccedenza.
Per quanto riguarda le Regioni e gli altri enti statali decentrati, la Missione Arcobaleno ha costituito la prima loro partecipazione ad un intervento coordinato di protezione civile. 16 Regioni, 2 Province (Trento e Modena) ed il Comune di Milano hanno fornito in totale 2.419 personale volontario e 1.170 personale impiegato.
A questa prima fase di relief doveva poi seguire una "seconda fase" di ricostruzione in Albania che avrebbe avuto come beneficiari sia gli stessi kosovari che le popolazioni locali albanesi. Questo programma "post-emergenza" si basava su due punti: 1) riqualificazione di strutture abitative e servizi connessi (acqua, luce, trasporti, ecc.) destinati ai profughi, ai quali si garantivano cure sanitarie e generi alimentari per la durata di un anno; 2) riqualificazione e potenziamento a livello nazionale dei servizi essenziali (acqua, elettricità, servizi sanitari e municipali).

## Indagine per sprechi
Lo scandalo scoppiò dopo un servizio di Striscia la notizia e un articolo pubblicato dal Corriere della Sera, e ripreso dal settimanale Panorama, che denunciavano furti e sprechi nell'ambito della missione, un'ampia inchiesta giornalistica pubblicata il 20 agosto 1999. Ciò diede vita ad un'indagine guidata dall'allora pubblico ministero Michele Emiliano, che portò al rinvio a giudizio di 19 delle 24 persone coinvolte nelle indagini.
Il 17 maggio 2012 la seconda sezione penale del tribunale di Bari ha concluso la vicenda dichiarando il "non luogo a procedere per intervenuta prescrizione di tutti i reati" nessuno degli imputati è stato condannato.